# .mt
.mt és el domini de primer nivell territorial (ccTLD) de Malta. De vegades es fa servir per a webs relacionats amb l'estat americà de Montana.

## Dominis de segon nivell
El registre es fa al tercer nivell per sota d'algun d'aquests noms:
- com.mt: entitats comercials
- org.mt: entitats sense ànim de lucre
- net.mt: proveïdors de xarxa relacionats amb Internet
- edu.mt: institucions educatives
- gov.mt: entitats de govern de Malta